# Stor-Rassen
Stor-Rassen är en sjö i Härjedalens kommun i Härjedalen och ingår i Ljusnans huvudavrinningsområde. Sjön har en area på 0,581 kvadratkilometer och ligger 757,2 meter över havet.

## Delavrinningsområde
Stor-Rassen ingår i det delavrinningsområde (691111-135687) som SMHI kallar för Utloppet av Stor-Rassen. Medelhöjden är 792 meter över havet och ytan är 5,04 kvadratkilometer. Det finns inga avrinningsområden uppströms utan avrinningsområdet är högsta punkten. Vattendraget som avvattnar avrinningsområdet har biflödesordning 3, vilket innebär att vattnet flödar genom totalt 3 vattendrag innan det når havet efter 331 kilometer. Avrinningsområdet består mestadels av skog (87 procent). Avrinningsområdet har 0,58 kvadratkilometer vattenytor vilket ger det en sjöprocent på 11,5 procent.